# 600-talet f.Kr.

## Händelser
- Greker grundar staden Marseille i nuvarande Frankrike.
- Ayodhya blir huvudstad i kungariket Kosala.
- Andhrafolket omnämns i skrifter på sanskrit.
- Roms hamnstad Ostia anläggs enligt traditionen av Ancus Marcius.

## Födda
- 685 f.Kr. – Ashurbanipal, kung av Assyrien.

## Avlidna
- 627 f.Kr. – Ashurbanipal, kung av Assyrien.